# Lithosiopsis torsivena
Lithosiopsis torsivena är en fjärilsart som beskrevs av George Francis Hampson 1895. Lithosiopsis torsivena ingår i släktet Lithosiopsis och familjen nattflyn. Inga underarter finns listade i Catalogue of Life.